# Grand Slam of Darts 2016
De Grand Slam of Darts 2016, ook bekend onder de naam Singha Beer Grand Slam of Darts vanwege de sponsor Singha Beer, was de tiende editie van de Grand Slam of Darts georganiseerd door de PDC. Het toernooi werd gehouden van 12 tot en met 20 november in de Wolverhampton Civic Hall, Wolverhampton.
Titelverdediger was Michael van Gerwen, hij won het toernooi in 2015 voor het eerst door in de finale zesvoudig Grand Slam winnaar Phil Taylor met 16–13 te verslaan.
Van Gerwen behield zijn titel door in de finale met 16-8 te winnen van James Wade.

## Prijzengeld
Het prijzengeld in 2016 bedroeg net als in het jaar ervoor £400.000.
| Plaats (aantal spelers) | Plaats (aantal spelers) | Prijzengeld (Totaal: £400,000) |
| ----------------------- | ----------------------- | ------------------------------ |
| Winnaar                 | (1)                     | £100,000                       |
| Runner-up               | (1)                     | £50,000                        |
| Halvefinalisten         | (2)                     | £25,000                        |
| Kwartfinalisten         | (4)                     | £15,000                        |
| Laatste 16              | (8)                     | £7,500                         |
| Groepswinnaar bonus     | (8)                     | £2,500                         |
| Derde in groep          | (8)                     | £5,000                         |
| Vierde in groep         | (8)                     | £2,500                         |

## Kwalificatie

### Kwalificatie toernooien
Opmerking: Schuingedrukte spelers waren al gekwalificeerd 

### PDC hoofdtoernooien
Maximaal 16 spelers konden zich via deze toernooien plaatsen, waarbij de positie in de lijst de waarde van de kwalificatie aangaf.
| Toernooi                     | Jaar | Positie    | Speler                                   |
| ---------------------------- | ---- | ---------- | ---------------------------------------- |
| PDC World Darts Championship | 2016 | Winnaar    | Gary Anderson                            |
| Grand Slam of Darts          | 2015 | Winnaar    | Michael van Gerwen                       |
| Premier League Darts         | 2016 | Winnaar    | Michael van Gerwen                       |
| World Matchplay              | 2016 | Winnaar    | Michael van Gerwen                       |
| World Grand Prix             | 2016 | Winnaar    | Michael van Gerwen                       |
| Players Championship Finals  | 2015 | Winnaar    | Michael van Gerwen                       |
| UK Open                      | 2016 | Winnaar    | Michael van Gerwen                       |
| European Darts Championship  | 2016 | Winnaar    | Michael van Gerwen                       |
| The Masters                  | 2016 | Winnaar    | Michael van Gerwen                       |
| PDC World Youth Championship | 2015 | Winnaar    | Max Hopp                                 |
| World Series of Darts        | 2016 | Winnaar    | Michael van Gerwen                       |
| World Cup of Darts           | 2016 | Winnaars   | Phil Taylor Adrian Lewis                 |
| PDC World Darts Championship | 2016 | Runner-up  | Adrian Lewis                             |
| Grand Slam of Darts          | 2015 | Runner-up  | Phil Taylor                              |
| Premier League Darts         | 2016 | Runner-up  | Phil Taylor                              |
| World Matchplay              | 2016 | Runner-up  | Phil Taylor                              |
| World Grand Prix             | 2016 | Runner-up  | Gary Anderson                            |
| Players Championship Finals  | 2015 | Runner-up  | Adrian Lewis                             |
| UK Open                      | 2016 | Runner-up  | Peter Wright                             |
| European Darts Championship  | 2016 | Runner-up  | Mensur Suljović                          |
| The Masters                  | 2016 | Runner-up  | Dave Chisnall                            |
| PDC World Youth Championship | 2015 | Runner-up  | Nathan Aspinall                          |
| World Series of Darts        | 2016 | Runner-up  | Peter Wright                             |
| World Cup of Darts           | 2016 | Runners-up | Michael van Gerwen Raymond van Barneveld |

#### PDC European Tour
Als er zich via de PDC hoofdtoernooien minder dan 16 spelers kwalificeerden werden de resterende plaatsen aangevuld via kwalificatie in reservetoernooien. De eerste reeks toernooien waar kwalificatie afgedwongen kon worden waren de European Tour toernooien van de PDC Pro Tour 2016.
| Toernooi           | #                              | Positie | Speler             |
| ------------------ | ------------------------------ | ------- | ------------------ |
| European Tour 2016 | Dutch Darts Masters 2016       | Winnaar | Michael van Gerwen |
| European Tour 2016 | German Darts Masters 2016      | Winnaar | Michael van Gerwen |
| European Tour 2016 | Gibraltar Darts Trophy 2016    | Winnaar | Michael van Gerwen |
| European Tour 2016 | European Darts Matchplay 2016  | Winnaar | James Wade         |
| European Tour 2016 | Austrian Darts Open 2016       | Winnaar | Phil Taylor        |
| European Tour 2016 | European Darts Open 2016       | Winnaar | Michael van Gerwen |
| European Tour 2016 | International Darts Open 2016  | Winnaar | Mensur Suljović    |
| European Tour 2016 | European Darts Trophy 2016     | Winnaar | Michael van Gerwen |
| European Tour 2016 | European Darts Grand Prix 2016 | Winnaar | Michael van Gerwen |
| European Tour 2016 | German Darts Championship 2016 | Winnaar | Alan Norris        |

#### Players Championships
Als er zich via de PDC hoofdtoernooien en de European Tour minder dan 16 spelers kwalificeerden werden de resterende plaatsen aangevuld met reservetoernooien. De tweede reeks toernooien waarmee de kwalificatie afgedwongen kon worden waren de Players Championships toernooien van de PDC Pro Tour 2016.
| Toernooi                   | #                       | Positie | Speler             |
| -------------------------- | ----------------------- | ------- | ------------------ |
| Players Championships 2016 | Players Championship 1  | Winnaar | Peter Wright       |
| Players Championships 2016 | Players Championship 2  | Winnaar | Stephen Bunting    |
| Players Championships 2016 | Players Championship 3  | Winnaar | Michael van Gerwen |
| Players Championships 2016 | Players Championship 4  | Winnaar | Benito van de Pas  |
| Players Championships 2016 | Players Championship 5  | Winnaar | Ian White          |
| Players Championships 2016 | Players Championship 6  | Winnaar | Josh Payne         |
| Players Championships 2016 | Players Championship 7  | Winnaar | Gerwyn Price       |
| Players Championships 2016 | Players Championship 8  | Winnaar | Gerwyn Price       |
| Players Championships 2016 | Players Championship 9  | Winnaar | Benito van de Pas  |
| Players Championships 2016 | Players Championship 10 | Winnaar | Dave Chisnall      |
| Players Championships 2016 | Players Championship 11 | Winnaar | Ian White          |
| Players Championships 2016 | Players Championship 12 | Winnaar | Gary Anderson      |
| Players Championships 2016 | Players Championship 13 | Winnaar | Ian White          |
| Players Championships 2016 | Players Championship 14 | Winnaar | Michael van Gerwen |
| Players Championships 2016 | Players Championship 15 | Winnaar | Michael van Gerwen |
| Players Championships 2016 | Players Championship 16 | Winnaar | Michael van Gerwen |
| Players Championships 2016 | Players Championship 17 | Winnaar | Michael van Gerwen |
| Players Championships 2016 | Players Championship 18 | Winnaar | Simon Whitlock     |
| Players Championships 2016 | Players Championship 19 | Winnaar | Simon Whitlock     |
| Players Championships 2016 | Players Championship 20 | Winnaar | Benito van de Pas  |

#### PDC Qualifier
Nog 8 andere plaatsen voor de Grand Slam of Darts werden vergeven tijdens een PDC Qualifier die gehouden werd op 23 oktober 2016 in Barnsley. De volgende 8 spelers hadden zich via deze qualifier gekwalificeerd.
- Robert Thornton
- Dimitri Van den Bergh
- Ted Evetts
- Brendan Dolan
- Chris Dobey
- James Wilson
- Nathan Derry
- Darren Webster

#### BDO hoofdtoernooien
Dit toernooi is uniek, omdat er zich, naast darters uit de PDC, ook een aantal darters uit de BDO kwalificeren. 4 spelers plaatsten zich door deelname aan een hoofdtoernooi van de BDO.
| Toernooi                     | Jaar | Positie   | Speler        |
| ---------------------------- | ---- | --------- | ------------- |
| BDO World Darts Championship | 2016 | Winnaar   | Scott Waites  |
| BDO World Darts Championship | 2016 | Runner-up | Jeff Smith    |
| World Masters                | 2015 | Winnaar   | Glen Durrant  |
| BDO World Trophy             | 2016 | Winnaar   | Darryl Fitton |

### BDO Qualifiers
Daarnaast werden er nog vier plaatsen vergeven namens de BDO. Dit was de top 4 niet-gekwalificeerde spelers van de BDO Invitation Ranking op 30 september.
- Scott Mitchell
- Danny Noppert
- Jamie Hughes
- Martin Adams

## Gekwalificeerde spelers
De volgende 32 spelers hadden zich gekwalificeerd voor de Grand Slam of Darts 2016:
PDC
- Gary Anderson
- Nathan Aspinall
- Raymond van Barneveld
- Dave Chisnall
- Nathan Derry
- Chris Dobey
- Brendan Dolan
- Ted Evetts

PDC
- Michael van Gerwen
- Max Hopp
- Adrian Lewis
- Alan Norris
- Benito van de Pas
- Gerwyn Price
- Mensur Suljović
- Phil Taylor

PDC
- Robert Thornton
- Dimitri Van den Bergh
- James Wade
- Darren Webster
- Ian White
- Simon Whitlock
- James Wilson
- Peter Wright

BDO
- Martin Adams
- Glen Durrant
- Darryl Fitton
- Jamie Hughes
- Scott Mitchell
- Danny Noppert
- Jeff Smith
- Scott Waites

## Groepsfase

### Potindeling
In Pot A kwam de top 8 van de PDC Order of Merit. Deze spelers waren geplaatst. In Pot B kwamen de 8 overige spelers die zich geplaatst hadden via de hoofdtoernooien. In Pot C kwamen de 8 spelers die zich geplaatst hadden via de PDC Qualifier. In Pot D kwamen de 8 BDO-spelers. 
| Pot A | Pot B | Pot C | Pot D |
| --- | --- | --- | --- |
| Michael van Gerwen (1) Gary Anderson (2) Adrian Lewis (3) Phil Taylor (4) Peter Wright (5) James Wade (6) Mensur Suljović (7) Dave Chisnall (8) | Nathan Aspinall Max Hopp Alan Norris Gerwyn Price Raymond van Barneveld Benito van de Pas Ian White Simon Whitlock | Nathan Derry Chris Dobey Brendan Dolan Ted Evetts Robert Thornton Dimitri Van den Bergh Darren Webster James Wilson | Scott Waites Jeff Smith Glen Durrant Darryl Fitton Scott Mitchell Danny Noppert Jamie Hughes Martin Adams |

| Legenda kleuren in de tabellen                                 |
| -------------------------------------------------------------- |
| Groepswinnaars en nummers twee gaan door naar de tweede ronde. |
| Uitgeschakeld                                                  |

| Datum   | Speler             | Gemiddelde | Score | Gemiddelde | Speler        |
| ------- | ------------------ | ---------- | ----- | ---------- | ------------- |
| 12 nov. | Brendan Dolan      | 93.95      | 5-4   | 89.00      | Max Hopp      |
| 12 nov. | Michael van Gerwen | 93.94      | 5-2   | 91.47      | Martin Adams  |
| 13 nov. | Max Hopp           | 86.36      | 5-3   | 80.47      | Martin Adams  |
| 13 nov. | Michael van Gerwen | 104.58     | 5-1   | 95.13      | Brendan Dolan |
| 14 nov. | Michael van Gerwen | 95.93      | 5-1   | 87.37      | Max Hopp      |
| 14 nov. | Brendan Dolan      | 80.87      | 5-3   | 80.96      | Martin Adams  |

| Pos. | Speler             | Wedstrijden | Wedstrijden | Wedstrijden | Legs | Legs | Legs  | Punten |
| ---- | ------------------ | ----------- | ----------- | ----------- | ---- | ---- | ----- | ------ |
| Pos. | Speler             | G           | W           | V           | LV   | LT   | Saldo | Punten |
| 1    | Michael van Gerwen | 3           | 3           | 0           | 15   | 4    | +11   | 6      |
| 2    | Brendan Dolan      | 3           | 2           | 1           | 11   | 12   | −1    | 4      |
| 3    | Max Hopp           | 3           | 1           | 2           | 10   | 13   | −3    | 2      |
| 4    | Martin Adams       | 3           | 0           | 3           | 8    | 15   | −7    | 0      |

| Datum   | Speler             | Gemiddelde | Score | Gemiddelde | Speler        |
| ------- | ------------------ | ---------- | ----- | ---------- | ------------- |
| 12 nov. | Brendan Dolan      | 93.95      | 5-4   | 89.00      | Max Hopp      |
| 12 nov. | Michael van Gerwen | 93.94      | 5-2   | 91.47      | Martin Adams  |
| 13 nov. | Max Hopp           | 86.36      | 5-3   | 80.47      | Martin Adams  |
| 13 nov. | Michael van Gerwen | 104.58     | 5-1   | 95.13      | Brendan Dolan |
| 14 nov. | Michael van Gerwen | 95.93      | 5-1   | 87.37      | Max Hopp      |
| 14 nov. | Brendan Dolan      | 80.87      | 5-3   | 80.96      | Martin Adams  |

| Pos. | Speler             | Wedstrijden | Wedstrijden | Wedstrijden | Legs | Legs | Legs  | Punten |
| ---- | ------------------ | ----------- | ----------- | ----------- | ---- | ---- | ----- | ------ |
| Pos. | Speler             | G           | W           | V           | LV   | LT   | Saldo | Punten |
| 1    | Michael van Gerwen | 3           | 3           | 0           | 15   | 4    | +11   | 6      |
| 2    | Brendan Dolan      | 3           | 2           | 1           | 11   | 12   | −1    | 4      |
| 3    | Max Hopp           | 3           | 1           | 2           | 10   | 13   | −3    | 2      |
| 4    | Martin Adams       | 3           | 0           | 3           | 8    | 15   | −7    | 0      |

| Datum   | Speler                | Gemiddelde | Score | Gemiddelde | Speler                |
| ------- | --------------------- | ---------- | ----- | ---------- | --------------------- |
| 12 nov. | Gerwyn Price          | 92.26      | 4-5   | 90.15      | Dimitri Van den Bergh |
| 12 nov. | Robert Thornton       | 96.00      | 5-3   | 91.15      | Scott Waites          |
| 13 nov. | Robert Thornton       | 96.90      | 5-4   | 90.56      | Dimitri Van den Bergh |
| 13 nov. | Gerwyn Price          | 84.46      | 5-2   | 84.83      | Scott Waites          |
| 15 nov. | Dimitri Van den Bergh | 91.60      | 5-4   | 93.13      | Scott Waites          |
| 15 nov. | Robert Thornton       | 93.48      | 3-5   | 91.73      | Gerwyn Price          |

| Pos. | Speler                 | Wedstrijden | Wedstrijden | Wedstrijden | Legs | Legs | Legs  | Punten |
| ---- | ---------------------- | ----------- | ----------- | ----------- | ---- | ---- | ----- | ------ |
| Pos. | Speler                 | G           | W           | V           | LV   | LT   | Saldo | Punten |
| 1    | Gerwyn Price           | 3           | 2           | 1           | 14   | 10   | +4    | 4      |
| 2    | Robert Thornton*       | 3           | 2           | 1           | 10   | 9    | +1    | 4      |
| 3    | Dimitri Van den Bergh* | 3           | 2           | 1           | 14   | 13   | +1    | 4      |
| 4    | Scott Waites           | 3           | 0           | 3           | 9    | 15   | −6    | 0      |

| Datum   | Speler                | Gemiddelde | Score | Gemiddelde | Speler                |
| ------- | --------------------- | ---------- | ----- | ---------- | --------------------- |
| 12 nov. | Gerwyn Price          | 92.26      | 4-5   | 90.15      | Dimitri Van den Bergh |
| 12 nov. | Robert Thornton       | 96.00      | 5-3   | 91.15      | Scott Waites          |
| 13 nov. | Robert Thornton       | 96.90      | 5-4   | 90.56      | Dimitri Van den Bergh |
| 13 nov. | Gerwyn Price          | 84.46      | 5-2   | 84.83      | Scott Waites          |
| 15 nov. | Dimitri Van den Bergh | 91.60      | 5-4   | 93.13      | Scott Waites          |
| 15 nov. | Robert Thornton       | 93.48      | 3-5   | 91.73      | Gerwyn Price          |

| Pos. | Speler                 | Wedstrijden | Wedstrijden | Wedstrijden | Legs | Legs | Legs  | Punten |
| ---- | ---------------------- | ----------- | ----------- | ----------- | ---- | ---- | ----- | ------ |
| Pos. | Speler                 | G           | W           | V           | LV   | LT   | Saldo | Punten |
| 1    | Gerwyn Price           | 3           | 2           | 1           | 14   | 10   | +4    | 4      |
| 2    | Robert Thornton*       | 3           | 2           | 1           | 10   | 9    | +1    | 4      |
| 3    | Dimitri Van den Bergh* | 3           | 2           | 1           | 14   | 13   | +1    | 4      |
| 4    | Scott Waites           | 3           | 0           | 3           | 9    | 15   | −6    | 0      |

| Datum   | Speler         | Gemiddelde | Score | Gemiddelde | Speler         |
| ------- | -------------- | ---------- | ----- | ---------- | -------------- |
| 12 nov. | Simon Whitlock | 92.08      | 5-1   | 85.69      | Ted Evetts     |
| 12 nov. | Peter Wright   | 93.78      | 5-1   | 86.33      | Jeff Smith     |
| 13 nov. | Peter Wright   | 107.36     | 5-0   | 87.95      | Simon Whitlock |
| 13 nov. | Ted Evetts     | 90.43      | 4-5   | 89.29      | Jeff Smith     |
| 15 nov. | Peter Wright   | 100.39     | 5-3   | 100.39     | Ted Evetts     |
| 15 nov. | Simon Whitlock | 101.74     | 4-5   | 96.98      | Jeff Smith     |

| Pos. | Speler         | Wedstrijden | Wedstrijden | Wedstrijden | Legs | Legs | Legs  | Punten |
| ---- | -------------- | ----------- | ----------- | ----------- | ---- | ---- | ----- | ------ |
| Pos. | Speler         | G           | W           | V           | LV   | LT   | Saldo | Punten |
| 1    | Peter Wright   | 3           | 3           | 0           | 15   | 4    | +11   | 6      |
| 2    | Jeff Smith     | 3           | 2           | 1           | 11   | 13   | −2    | 4      |
| 3    | Simon Whitlock | 3           | 1           | 2           | 9    | 11   | −2    | 2      |
| 4    | Ted Evetts     | 3           | 0           | 3           | 8    | 15   | −7    | 0      |

| Datum   | Speler         | Gemiddelde | Score | Gemiddelde | Speler         |
| ------- | -------------- | ---------- | ----- | ---------- | -------------- |
| 12 nov. | Simon Whitlock | 92.08      | 5-1   | 85.69      | Ted Evetts     |
| 12 nov. | Peter Wright   | 93.78      | 5-1   | 86.33      | Jeff Smith     |
| 13 nov. | Peter Wright   | 107.36     | 5-0   | 87.95      | Simon Whitlock |
| 13 nov. | Ted Evetts     | 90.43      | 4-5   | 89.29      | Jeff Smith     |
| 15 nov. | Peter Wright   | 100.39     | 5-3   | 100.39     | Ted Evetts     |
| 15 nov. | Simon Whitlock | 101.74     | 4-5   | 96.98      | Jeff Smith     |

| Pos. | Speler         | Wedstrijden | Wedstrijden | Wedstrijden | Legs | Legs | Legs  | Punten |
| ---- | -------------- | ----------- | ----------- | ----------- | ---- | ---- | ----- | ------ |
| Pos. | Speler         | G           | W           | V           | LV   | LT   | Saldo | Punten |
| 1    | Peter Wright   | 3           | 3           | 0           | 15   | 4    | +11   | 6      |
| 2    | Jeff Smith     | 3           | 2           | 1           | 11   | 13   | −2    | 4      |
| 3    | Simon Whitlock | 3           | 1           | 2           | 9    | 11   | −2    | 2      |
| 4    | Ted Evetts     | 3           | 0           | 3           | 8    | 15   | −7    | 0      |

| Datum   | Speler         | Gemiddelde | Score | Gemiddelde | Speler         |
| ------- | -------------- | ---------- | ----- | ---------- | -------------- |
| 12 nov. | Ian White      | 93.62      | 5-3   | 93.49      | Darren Webster |
| 12 nov. | Phil Taylor    | 104.30     | 5-1   | 84.90      | Darryl Fitton  |
| 13 nov. | Phil Taylor    | 92.94      | 5-1   | 84.13      | Ian White      |
| 13 nov. | Darren Webster | 88.99      | 4-5   | 87.30      | Darryl Fitton  |
| 14 nov. | Phil Taylor    | 87.08      | 0-5   | 96.35      | Darren Webster |
| 14 nov. | Ian White      | 88.86      | 4-5   | 87.27      | Darryl Fitton  |

| Pos. | Speler         | Wedstrijden | Wedstrijden | Wedstrijden | Legs | Legs | Legs  | Punten |
| ---- | -------------- | ----------- | ----------- | ----------- | ---- | ---- | ----- | ------ |
| Pos. | Speler         | G           | W           | V           | LV   | LT   | Saldo | Punten |
| 1    | Phil Taylor    | 3           | 2           | 1           | 10   | 7    | +3    | 4      |
| 2    | Darryl Fitton  | 3           | 2           | 1           | 11   | 13   | −2    | 4      |
| 3    | Darren Webster | 3           | 1           | 2           | 12   | 10   | +2    | 2      |
| 4    | Ian White      | 3           | 1           | 2           | 10   | 13   | −3    | 2      |

| Datum   | Speler         | Gemiddelde | Score | Gemiddelde | Speler         |
| ------- | -------------- | ---------- | ----- | ---------- | -------------- |
| 12 nov. | Ian White      | 93.62      | 5-3   | 93.49      | Darren Webster |
| 12 nov. | Phil Taylor    | 104.30     | 5-1   | 84.90      | Darryl Fitton  |
| 13 nov. | Phil Taylor    | 92.94      | 5-1   | 84.13      | Ian White      |
| 13 nov. | Darren Webster | 88.99      | 4-5   | 87.30      | Darryl Fitton  |
| 14 nov. | Phil Taylor    | 87.08      | 0-5   | 96.35      | Darren Webster |
| 14 nov. | Ian White      | 88.86      | 4-5   | 87.27      | Darryl Fitton  |

| Pos. | Speler         | Wedstrijden | Wedstrijden | Wedstrijden | Legs | Legs | Legs  | Punten |
| ---- | -------------- | ----------- | ----------- | ----------- | ---- | ---- | ----- | ------ |
| Pos. | Speler         | G           | W           | V           | LV   | LT   | Saldo | Punten |
| 1    | Phil Taylor    | 3           | 2           | 1           | 10   | 7    | +3    | 4      |
| 2    | Darryl Fitton  | 3           | 2           | 1           | 11   | 13   | −2    | 4      |
| 3    | Darren Webster | 3           | 1           | 2           | 12   | 10   | +2    | 2      |
| 4    | Ian White      | 3           | 1           | 2           | 10   | 13   | −3    | 2      |

| Datum   | Speler        | Gemiddelde | Score | Gemiddelde | Speler       |
| ------- | ------------- | ---------- | ----- | ---------- | ------------ |
| 12 nov. | Alan Norris   | 97.65      | 4-5   | 91.56      | Nathan Derry |
| 12 nov. | Gary Anderson | 100.66     | 5-4   | 98.52      | Glen Durrant |
| 13 nov. | Gary Anderson | 89.46      | 5-0   | 82.44      | Nathan Derry |
| 13 nov. | Alan Norris   | 95.25      | 1-5   | 94.87      | Glen Durrant |
| 14 nov. | Gary Anderson | 97.33      | 5-2   | 94.60      | Alan Norris  |
| 14 nov. | Nathan Derry  | 76.20      | 0-5   | 97.60      | Glen Durrant |

| Pos. | Speler        | Wedstrijden | Wedstrijden | Wedstrijden | Legs | Legs | Legs  | Punten |
| ---- | ------------- | ----------- | ----------- | ----------- | ---- | ---- | ----- | ------ |
| Pos. | Speler        | G           | W           | V           | LV   | LT   | Saldo | Punten |
| 1    | Gary Anderson | 3           | 3           | 0           | 15   | 6    | +9    | 6      |
| 2    | Glen Durrant  | 3           | 2           | 1           | 14   | 6    | +8    | 4      |
| 3    | Nathan Derry  | 3           | 1           | 2           | 5    | 14   | −9    | 2      |
| 4    | Alan Norris   | 3           | 0           | 3           | 7    | 15   | −8    | 0      |

| Datum   | Speler        | Gemiddelde | Score | Gemiddelde | Speler       |
| ------- | ------------- | ---------- | ----- | ---------- | ------------ |
| 12 nov. | Alan Norris   | 97.65      | 4-5   | 91.56      | Nathan Derry |
| 12 nov. | Gary Anderson | 100.66     | 5-4   | 98.52      | Glen Durrant |
| 13 nov. | Gary Anderson | 89.46      | 5-0   | 82.44      | Nathan Derry |
| 13 nov. | Alan Norris   | 95.25      | 1-5   | 94.87      | Glen Durrant |
| 14 nov. | Gary Anderson | 97.33      | 5-2   | 94.60      | Alan Norris  |
| 14 nov. | Nathan Derry  | 76.20      | 0-5   | 97.60      | Glen Durrant |

| Pos. | Speler        | Wedstrijden | Wedstrijden | Wedstrijden | Legs | Legs | Legs  | Punten |
| ---- | ------------- | ----------- | ----------- | ----------- | ---- | ---- | ----- | ------ |
| Pos. | Speler        | G           | W           | V           | LV   | LT   | Saldo | Punten |
| 1    | Gary Anderson | 3           | 3           | 0           | 15   | 6    | +9    | 6      |
| 2    | Glen Durrant  | 3           | 2           | 1           | 14   | 6    | +8    | 4      |
| 3    | Nathan Derry  | 3           | 1           | 2           | 5    | 14   | −9    | 2      |
| 4    | Alan Norris   | 3           | 0           | 3           | 7    | 15   | −8    | 0      |

| Datum   | Speler                | Gemiddelde | Score | Gemiddelde | Speler                |
| ------- | --------------------- | ---------- | ----- | ---------- | --------------------- |
| 12 nov. | Mensur Suljović       | 98.40      | 3-5   | 101.06     | Danny Noppert         |
| 12 nov. | Raymond van Barneveld | 110.15     | 5-1   | 97.46      | Nathan Aspinall       |
| 13 nov. | Raymond van Barneveld | 104.66     | 5-2   | 103.88     | Danny Noppert         |
| 13 nov. | Mensur Suljović       | 99.50      | 5-3   | 97.79      | Nathan Aspinall       |
| 15 nov. | Mensur Suljović       | 94.58      | 3-5   | 100.29     | Raymond van Barneveld |
| 15 nov. | Nathan Aspinall       | 88.56      | 2-5   | 90.24      | Danny Noppert         |

| Pos. | Speler                | Wedstrijden | Wedstrijden | Wedstrijden | Legs | Legs | Legs  | Punten |
| ---- | --------------------- | ----------- | ----------- | ----------- | ---- | ---- | ----- | ------ |
| Pos. | Speler                | G           | W           | V           | LV   | LT   | Saldo | Punten |
| 1    | Raymond van Barneveld | 3           | 3           | 0           | 15   | 6    | +9    | 6      |
| 2    | Danny Noppert         | 3           | 2           | 1           | 12   | 10   | +2    | 4      |
| 3    | Mensur Suljović       | 3           | 1           | 2           | 11   | 13   | −2    | 2      |
| 4    | Nathan Aspinall       | 3           | 0           | 3           | 6    | 15   | −9    | 0      |

| Datum   | Speler                | Gemiddelde | Score | Gemiddelde | Speler                |
| ------- | --------------------- | ---------- | ----- | ---------- | --------------------- |
| 12 nov. | Mensur Suljović       | 98.40      | 3-5   | 101.06     | Danny Noppert         |
| 12 nov. | Raymond van Barneveld | 110.15     | 5-1   | 97.46      | Nathan Aspinall       |
| 13 nov. | Raymond van Barneveld | 104.66     | 5-2   | 103.88     | Danny Noppert         |
| 13 nov. | Mensur Suljović       | 99.50      | 5-3   | 97.79      | Nathan Aspinall       |
| 15 nov. | Mensur Suljović       | 94.58      | 3-5   | 100.29     | Raymond van Barneveld |
| 15 nov. | Nathan Aspinall       | 88.56      | 2-5   | 90.24      | Danny Noppert         |

| Pos. | Speler                | Wedstrijden | Wedstrijden | Wedstrijden | Legs | Legs | Legs  | Punten |
| ---- | --------------------- | ----------- | ----------- | ----------- | ---- | ---- | ----- | ------ |
| Pos. | Speler                | G           | W           | V           | LV   | LT   | Saldo | Punten |
| 1    | Raymond van Barneveld | 3           | 3           | 0           | 15   | 6    | +9    | 6      |
| 2    | Danny Noppert         | 3           | 2           | 1           | 12   | 10   | +2    | 4      |
| 3    | Mensur Suljović       | 3           | 1           | 2           | 11   | 13   | −2    | 2      |
| 4    | Nathan Aspinall       | 3           | 0           | 3           | 6    | 15   | −9    | 0      |

| Datum   | Speler        | Gemiddelde | Score | Gemiddelde | Speler        |
| ------- | ------------- | ---------- | ----- | ---------- | ------------- |
| 12 nov. | Dave Chisnall | 88.73      | 2-5   | 84.13      | James Wilson  |
| 12 nov. | James Wade    | 91.31      | 5-3   | 86.55      | Jamie Hughes  |
| 13 nov. | James Wade    | 91.31      | 5-3   | 85.21      | James Wilson  |
| 13 nov. | Dave Chisnall | 102.51     | 1-5   | 106.32     | Jamie Hughes  |
| 15 nov. | James Wade    | 100.58     | 3-5   | 98.92      | Dave Chisnall |
| 15 nov. | James Wilson  | 91.00      | 4-5   | 91.96      | Jamie Hughes  |

| Pos. | Speler        | Wedstrijden | Wedstrijden | Wedstrijden | Legs | Legs | Legs  | Punten |
| ---- | ------------- | ----------- | ----------- | ----------- | ---- | ---- | ----- | ------ |
| Pos. | Speler        | G           | W           | V           | LV   | LT   | Saldo | Punten |
| 1    | Jamie Hughes  | 3           | 2           | 1           | 13   | 10   | +3    | 4      |
| 2    | James Wade    | 3           | 2           | 1           | 13   | 11   | +2    | 4      |
| 3    | James Wilson  | 3           | 1           | 2           | 12   | 12   | 0     | 2      |
| 4    | Dave Chisnall | 3           | 1           | 2           | 8    | 13   | −5    | 2      |

| Datum   | Speler        | Gemiddelde | Score | Gemiddelde | Speler        |
| ------- | ------------- | ---------- | ----- | ---------- | ------------- |
| 12 nov. | Dave Chisnall | 88.73      | 2-5   | 84.13      | James Wilson  |
| 12 nov. | James Wade    | 91.31      | 5-3   | 86.55      | Jamie Hughes  |
| 13 nov. | James Wade    | 91.31      | 5-3   | 85.21      | James Wilson  |
| 13 nov. | Dave Chisnall | 102.51     | 1-5   | 106.32     | Jamie Hughes  |
| 15 nov. | James Wade    | 100.58     | 3-5   | 98.92      | Dave Chisnall |
| 15 nov. | James Wilson  | 91.00      | 4-5   | 91.96      | Jamie Hughes  |

| Pos. | Speler        | Wedstrijden | Wedstrijden | Wedstrijden | Legs | Legs | Legs  | Punten |
| ---- | ------------- | ----------- | ----------- | ----------- | ---- | ---- | ----- | ------ |
| Pos. | Speler        | G           | W           | V           | LV   | LT   | Saldo | Punten |
| 1    | Jamie Hughes  | 3           | 2           | 1           | 13   | 10   | +3    | 4      |
| 2    | James Wade    | 3           | 2           | 1           | 13   | 11   | +2    | 4      |
| 3    | James Wilson  | 3           | 1           | 2           | 12   | 12   | 0     | 2      |
| 4    | Dave Chisnall | 3           | 1           | 2           | 8    | 13   | −5    | 2      |

| Datum   | Speler            | Gemiddelde | Score | Gemiddelde | Speler            |
| ------- | ----------------- | ---------- | ----- | ---------- | ----------------- |
| 12 nov. | Benito van de Pas | 95.91      | 5-4   | 94.36      | Chris Dobey       |
| 12 nov. | Adrian Lewis      | 97.62      | 1-5   | 107.78     | Scott Mitchell    |
| 13 nov. | Benito van de Pas | 95.61      | 5-1   | 83.35      | Scott Mitchell    |
| 13 nov. | Adrian Lewis      | 108.68     | 3-5   | 97.42      | Chris Dobey       |
| 14 nov. | Adrian Lewis      | 100.19     | 2-5   | 100.90     | Benito van de Pas |
| 14 nov. | Chris Dobey       | 92.74      | 5-3   | 92.61      | Scott Mitchell    |

| Pos. | Speler            | Wedstrijden | Wedstrijden | Wedstrijden | Legs | Legs | Legs  | Punten |
| ---- | ----------------- | ----------- | ----------- | ----------- | ---- | ---- | ----- | ------ |
| Pos. | Speler            | G           | W           | V           | LV   | LT   | Saldo | Punten |
| 1    | Benito van de Pas | 3           | 3           | 0           | 15   | 7    | +8    | 6      |
| 2    | Chris Dobey       | 3           | 2           | 1           | 14   | 11   | +3    | 4      |
| 3    | Scott Mitchell    | 3           | 1           | 2           | 9    | 11   | −2    | 2      |
| 4    | Adrian Lewis      | 3           | 0           | 3           | 6    | 15   | −9    | 0      |

| Datum   | Speler            | Gemiddelde | Score | Gemiddelde | Speler            |
| ------- | ----------------- | ---------- | ----- | ---------- | ----------------- |
| 12 nov. | Benito van de Pas | 95.91      | 5-4   | 94.36      | Chris Dobey       |
| 12 nov. | Adrian Lewis      | 97.62      | 1-5   | 107.78     | Scott Mitchell    |
| 13 nov. | Benito van de Pas | 95.61      | 5-1   | 83.35      | Scott Mitchell    |
| 13 nov. | Adrian Lewis      | 108.68     | 3-5   | 97.42      | Chris Dobey       |
| 14 nov. | Adrian Lewis      | 100.19     | 2-5   | 100.90     | Benito van de Pas |
| 14 nov. | Chris Dobey       | 92.74      | 5-3   | 92.61      | Scott Mitchell    |

| Pos. | Speler            | Wedstrijden | Wedstrijden | Wedstrijden | Legs | Legs | Legs  | Punten |
| ---- | ----------------- | ----------- | ----------- | ----------- | ---- | ---- | ----- | ------ |
| Pos. | Speler            | G           | W           | V           | LV   | LT   | Saldo | Punten |
| 1    | Benito van de Pas | 3           | 3           | 0           | 15   | 7    | +8    | 6      |
| 2    | Chris Dobey       | 3           | 2           | 1           | 14   | 11   | +3    | 4      |
| 3    | Scott Mitchell    | 3           | 1           | 2           | 9    | 11   | −2    | 2      |
| 4    | Adrian Lewis      | 3           | 0           | 3           | 6    | 15   | −9    | 0      |

## Knock-outfase
|  | Tweede ronde (best of 19 legs) 16–17 november | Tweede ronde (best of 19 legs) 16–17 november | Tweede ronde (best of 19 legs) 16–17 november |    |                           | Kwartfinale (best of 31 legs) 18–19 november | Kwartfinale (best of 31 legs) 18–19 november | Kwartfinale (best of 31 legs) 18–19 november |  |   | Halve finale (best of 31 legs) 20 november | Halve finale (best of 31 legs) 20 november | Halve finale (best of 31 legs) 20 november |  |   | Finale (best of 31 legs) 20 november | Finale (best of 31 legs) 20 november | Finale (best of 31 legs) 20 november |
|  |                                               |                                               |                                               |    |                           |                                              |                                              |                                              |  |   |                                            |                                            |                                            |  |   |                                      |                                      |                                      |
|  | A1                                            | Michael van Gerwen (103.24)                   | 10                                            |    |                           |                                              |                                              |                                              |  |   |                                            |                                            |                                            |  |   |                                      |                                      |                                      |
|  | B2                                            | Robert Thornton (94.23)                       | 5                                             |    |                           |                                              |                                              |                                              |  |   |                                            |                                            |                                            |  |   |                                      |                                      |                                      |
|  | B2                                            | Robert Thornton (94.23)                       | 5                                             |    | 1                         | Michael van Gerwen (97.33)                   | 16                                           |                                              |  |   |                                            |                                            |                                            |  |   |                                      |                                      |                                      |
|  |                                               |                                               |                                               |    | 1                         | Michael van Gerwen (97.33)                   | 16                                           |                                              |  |   |                                            |                                            |                                            |  |   |                                      |                                      |                                      |
|  |                                               |                                               | Brendan Dolan (88.24)                         | 3  |                           |                                              |                                              |                                              |  |   |                                            |                                            |                                            |  |   |                                      |                                      |                                      |
|  | B1                                            | Gerwyn Price (89.38)                          | Brendan Dolan (88.24)                         | 3  | 9                         |                                              |                                              |                                              |  |   |                                            |                                            |                                            |  |   |                                      |                                      |                                      |
|  | B1                                            | Gerwyn Price (89.38)                          |                                               |    | 9                         |                                              |                                              |                                              |  |   |                                            |                                            |                                            |  |   |                                      |                                      |                                      |
|  | A2                                            | Brendan Dolan (91.36)                         | 10                                            |    |                           |                                              |                                              |                                              |  |   |                                            |                                            |                                            |  |   |                                      |                                      |                                      |
|  | A2                                            | Brendan Dolan (91.36)                         | 10                                            |    |                           |                                              |                                              |                                              |  | 1 | Michael van Gerwen (111.17)                | 16                                         |                                            |  |   |                                      |                                      |                                      |
|  |                                               |                                               |                                               |    |                           |                                              |                                              |                                              |  | 1 | Michael van Gerwen (111.17)                | 16                                         |                                            |  |   |                                      |                                      |                                      |
|  |                                               | 5                                             | Peter Wright (102.13)                         | 10 |                           |                                              |                                              |                                              |  |   |                                            |                                            |                                            |  |   |                                      |                                      |                                      |
|  | C1                                            | 5                                             | Peter Wright (102.13)                         | 10 | Peter Wright (99.69)      | 10                                           |                                              |                                              |  |   |                                            |                                            |                                            |  |   |                                      |                                      |                                      |
|  | C1                                            |                                               |                                               |    | Peter Wright (99.69)      | 10                                           |                                              |                                              |  |   |                                            |                                            |                                            |  |   |                                      |                                      |                                      |
|  | D2                                            | Darryl Fitton (92.14)                         | 3                                             |    |                           |                                              |                                              |                                              |  |   |                                            |                                            |                                            |  |   |                                      |                                      |                                      |
|  | D2                                            | Darryl Fitton (92.14)                         | 3                                             |    | 5                         | Peter Wright (103.37)                        | 16                                           |                                              |  |   |                                            |                                            |                                            |  |   |                                      |                                      |                                      |
|  |                                               |                                               |                                               |    | 5                         | Peter Wright (103.37)                        | 16                                           |                                              |  |   |                                            |                                            |                                            |  |   |                                      |                                      |                                      |
|  |                                               | 4                                             | Phil Taylor (100.57)                          | 10 |                           |                                              |                                              |                                              |  |   |                                            |                                            |                                            |  |   |                                      |                                      |                                      |
|  | D1                                            | 4                                             | Phil Taylor (100.57)                          | 10 | Phil Taylor (98.04)       | 10                                           |                                              |                                              |  |   |                                            |                                            |                                            |  |   |                                      |                                      |                                      |
|  | D1                                            |                                               |                                               |    | Phil Taylor (98.04)       | 10                                           |                                              |                                              |  |   |                                            |                                            |                                            |  |   |                                      |                                      |                                      |
|  | C2                                            | Jeff Smith (91.54)                            | 5                                             |    |                           |                                              |                                              |                                              |  |   |                                            |                                            |                                            |  |   |                                      |                                      |                                      |
|  | C2                                            | Jeff Smith (91.54)                            | 5                                             |    |                           |                                              |                                              |                                              |  |   |                                            |                                            |                                            |  | 1 | Michael van Gerwen (98.74)           | 16                                   |                                      |
|  |                                               |                                               |                                               |    |                           |                                              |                                              |                                              |  |   |                                            |                                            |                                            |  | 1 | Michael van Gerwen (98.74)           | 16                                   |                                      |
|  |                                               | 6                                             | James Wade (90.73)                            | 8  |                           |                                              |                                              |                                              |  |   |                                            |                                            |                                            |  |   |                                      |                                      |                                      |
|  | E1                                            | 6                                             | James Wade (90.73)                            | 8  | Gary Anderson (101.12)    | 10                                           |                                              |                                              |  |   |                                            |                                            |                                            |  |   |                                      |                                      |                                      |
|  | E1                                            |                                               |                                               |    | Gary Anderson (101.12)    | 10                                           |                                              |                                              |  |   |                                            |                                            |                                            |  |   |                                      |                                      |                                      |
|  | F2                                            | Danny Noppert (100.01)                        | 9                                             |    |                           |                                              |                                              |                                              |  |   |                                            |                                            |                                            |  |   |                                      |                                      |                                      |
|  | F2                                            | Danny Noppert (100.01)                        | 9                                             |    | 2                         | Gary Anderson (103.81)                       | 16                                           |                                              |  |   |                                            |                                            |                                            |  |   |                                      |                                      |                                      |
|  |                                               |                                               |                                               |    | 2                         | Gary Anderson (103.81)                       | 16                                           |                                              |  |   |                                            |                                            |                                            |  |   |                                      |                                      |                                      |
|  |                                               |                                               | Raymond v. Barneveld (98.24)                  | 13 |                           |                                              |                                              |                                              |  |   |                                            |                                            |                                            |  |   |                                      |                                      |                                      |
|  | F1                                            | Raymond v. Barneveld (98.19)                  | Raymond v. Barneveld (98.24)                  | 13 | 10                        |                                              |                                              |                                              |  |   |                                            |                                            |                                            |  |   |                                      |                                      |                                      |
|  | F1                                            | Raymond v. Barneveld (98.19)                  |                                               |    | 10                        |                                              |                                              |                                              |  |   |                                            |                                            |                                            |  |   |                                      |                                      |                                      |
|  | E2                                            | Glen Durrant (95.50)                          | 7                                             |    |                           |                                              |                                              |                                              |  |   |                                            |                                            |                                            |  |   |                                      |                                      |                                      |
|  | E2                                            | Glen Durrant (95.50)                          | 7                                             |    |                           |                                              |                                              |                                              |  | 2 | Gary Anderson (98.36)                      | 14                                         |                                            |  |   |                                      |                                      |                                      |
|  |                                               |                                               |                                               |    |                           |                                              |                                              |                                              |  | 2 | Gary Anderson (98.36)                      | 14                                         |                                            |  |   |                                      |                                      |                                      |
|  |                                               | 6                                             | James Wade (91.93)                            | 16 |                           |                                              |                                              |                                              |  |   |                                            |                                            |                                            |  |   |                                      |                                      |                                      |
|  | G1                                            | 6                                             | James Wade (91.93)                            | 16 | Jamie Hughes (90.38)      | 9                                            |                                              |                                              |  |   |                                            |                                            |                                            |  |   |                                      |                                      |                                      |
|  | G1                                            |                                               |                                               |    | Jamie Hughes (90.38)      | 9                                            |                                              |                                              |  |   |                                            |                                            |                                            |  |   |                                      |                                      |                                      |
|  | H2                                            | Chris Dobey (94.01)                           | 10                                            |    |                           |                                              |                                              |                                              |  |   |                                            |                                            |                                            |  |   |                                      |                                      |                                      |
|  | H2                                            | Chris Dobey (94.01)                           | 10                                            |    |                           | Chris Dobey (92.00)                          | 5                                            |                                              |  |   |                                            |                                            |                                            |  |   |                                      |                                      |                                      |
|  |                                               |                                               |                                               |    |                           | Chris Dobey (92.00)                          | 5                                            |                                              |  |   |                                            |                                            |                                            |  |   |                                      |                                      |                                      |
|  |                                               | 6                                             | James Wade (92.18)                            | 16 |                           |                                              |                                              |                                              |  |   |                                            |                                            |                                            |  |   |                                      |                                      |                                      |
|  | H1                                            | 6                                             | James Wade (92.18)                            | 16 | Benito van de Pas (88.81) | 2                                            |                                              |                                              |  |   |                                            |                                            |                                            |  |   |                                      |                                      |                                      |
|  | H1                                            |                                               |                                               |    | Benito van de Pas (88.81) | 2                                            |                                              |                                              |  |   |                                            |                                            |                                            |  |   |                                      |                                      |                                      |
|  | G2                                            | James Wade (92.87)                            | 10                                            |    |                           |                                              |                                              |                                              |  |   |                                            |                                            |                                            |  |   |                                      |                                      |                                      |

## Trivia
In 2016 gingen voor het eerst alle Nederlanders door naar de tweede ronde.
2007 · 2008 · 2009 · 2010 · 2011 · 2012 · 2013 · 2014 · 2015 · 2016 · 2017 · 2018 · 2019 · 2020 · 2021 · 2022 · 2023 · 2024 · 2025